# Жозеф Фуше
Жозеф Фуше, херцог Отрантски (на френски: Joseph Fouché, duc d'Otrante) е френски политик и държавник. Началник на тайната полиция на френската империя, възстановена след Великата френска революция. Най-доверено лице на Наполеон Бонапарт. Жозеф Фуше въвежда в полицейската практика досиетата.

## Биография
Духовното си образование получава в Париж в конгрегацията на ораторианците, след което постъпва на работа в конгрегацията и е професор в различни учебни заведения по математика и философия. Въпреки принадлежността му към религиозни ордени, той постоянно и с голямо задоволство се подиграва с религията, излагайки на показ своя неприкрит атеизъм, особено след като започва френската революция.
Революцията го заварва като преподавател в колеж в Нант. След избухването ѝ, той напуска колежа и става адвокат, включвайки се като член и горещ привърженик на екстремните радикални революционни якобински клубове. През 1792 г. е избран за член на Конвента, където се присъединява към Партията на монтанярите. Гласува за изпращането на Луи XVI на гилотината, апелирайки към народа за това и против отлагане изпълнението на смъртната присъда. Като виден революционен деятел, Фуше бидейки изпратен в Прованса забранява всякакви църковни прояви, включително и погребенията, задължавайки всички те да бъдат с чисто граждански характер. На мястото на гробните кръстове заповядва да се поставят статуи с надпис: „Смъртта е един вечен сън“.
През октомври 1793 г. заедно с Коло Дербуа е изпратен до Лион за възстановяване на спокойствието след избухналото там федералистко въстание. Въстанието е кърваво потушено. Завръща се в Париж малко преди изпълнението на смъртната присъда на Дантон и е избран за председател на Якобинския клуб.
Неочаквано за всички, Фуше се обявява против крайностите на революционния терор, осъждайки идеите на Робеспиер. Благодарение и на Фуше, намалява влиянието на крайните якобинци сред френското общество, което позволява на Фуше да се разправи с Робеспиер, който завършва земния си път на гилотината.
След преврата на 9-и термидор Фуше отново неочаквано за мнозина преминава в редиците на умерените, като през август 1795 г. е арестуван като терорист, но амнистията от 4 брюмер, т.е. в Четвъртата година по „новото революционно“ летоброене (заменило Григорианския календар) го освобождава от отговорност за дейността му по времето на Великата френска революция.